# Gerard Flaitel
Gerard Flaitel (c. 985-1047) fue un caballero normando de ascendencia desconocida, en palabras de Orderico Vital, «el  más poderoso señor de Normandía en tiempos de los Ricardos.» La familia Flaitel era vasallo de Guillermo de Talou y una de las mejores posicionadas en el entorno de Roberto I de Normandía y con extensas propiedades en País de Caux, Hiémois, Évrecin y el valle del Risle.
En 1935 acompañó a Roberto I de Normandía a Tierra Santa
Fue un importante benefactor de la Abadía de Saint-Wandrille, donde se convirtió en monje en la abadía a su regreso en 1036. Donó una reliquia obtenida gracias a la generosidad del duque Roberto en Nicea. Un dedo de San Esteban.

## Herencia
Se desconoce el nombre de su esposa, pero tuvo varios hijos:
- Guillermo († 1066), obispo de Évreux;
- Ermengarde [Agnes] Flaitel, esposa de Walter Giffard († 1084);
- Basilie Flaitel, esposa de Raúl de Gacé († 1051).[3] Su matrimonio le permitió a Gerard Flaitel reforzar su influencia con la familia de Gacé, gracias al buen establecimiento de la familia Flaitel en Hiémois.[5] Al enviudar, se casó con Hugo III de Gournay (c. 1020-1093),[6] descendiente de Eudes de Gournay,[3] recuperó las posesiones de Gérard, incluido Longueil, y consolidó su posición en las fronteras de Talou y el País de Caux.